# Регіональний парк Титувенай
Регіональний парк Титувенай був створений у 1992 році для збереження горбистого, болотистого, озерного ландшафту та історичних пам'яток Шилува та Титувенай в Литві. Центр адміністрування парку та інформаційний центр розташований у м. Титувенай, вул. Мішко — 3.

## Територія
Парк розташований на перехресті Расейняйського, Радвілішскіського і Кельмеського районів на середньому заході Литви, Шяуляйський повіт, Жмудь. Територія парку становить 18159 га (181 км²), з них 45 % лісів, 10 % водно-болотних угідь, 2 % озер, 42 % інших територій.

## Пейзаж
Виразні горбисті, озерові та заболочені ландшафти є частиною спадщини льодовикового періоду. Хвилясті горбисті рівнини перетворюються на низовини, утворюючи масивні торфовища. В'язкі ліси Ужпелкяі розташовані в місці льодовикої лагуни, витончених піщаних пагорбів і скелястих соснових лісів. Просторі водно-болотні угіддя тут називаються Тируляй.

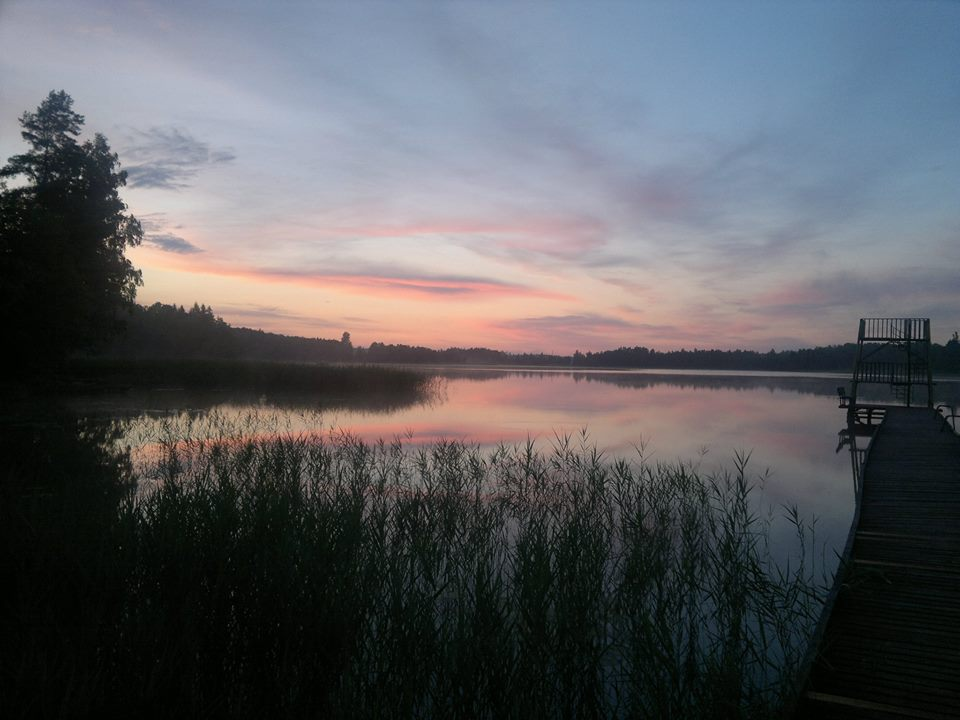
Озеро Гіліус влітку
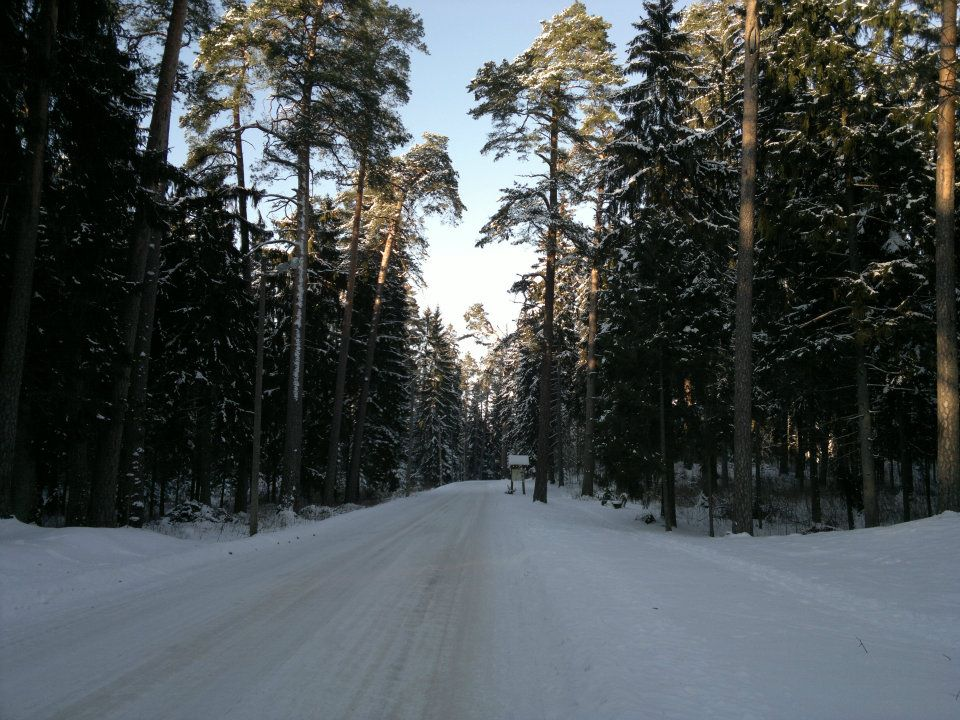
Алея Е. Дамашевічяуса взимку
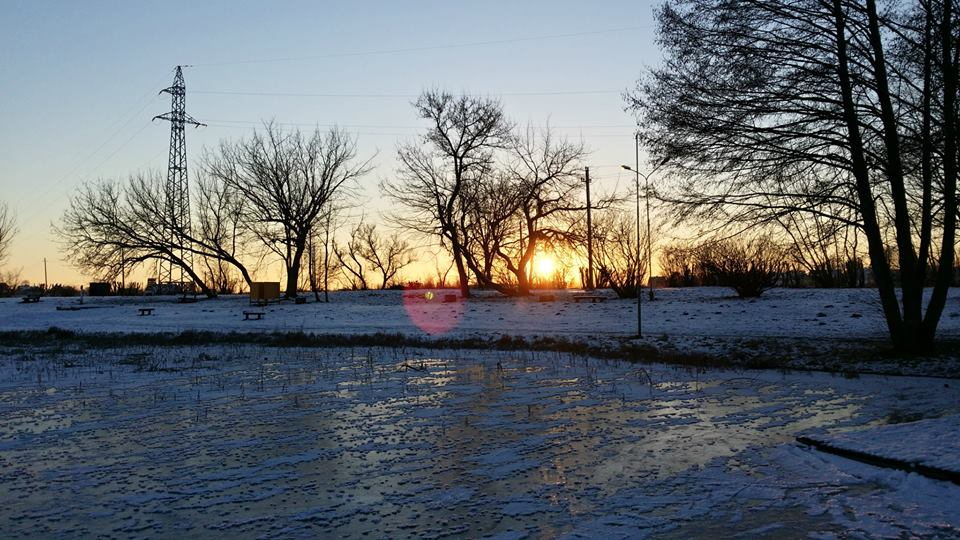
Озеро Брідвайшіс взимку
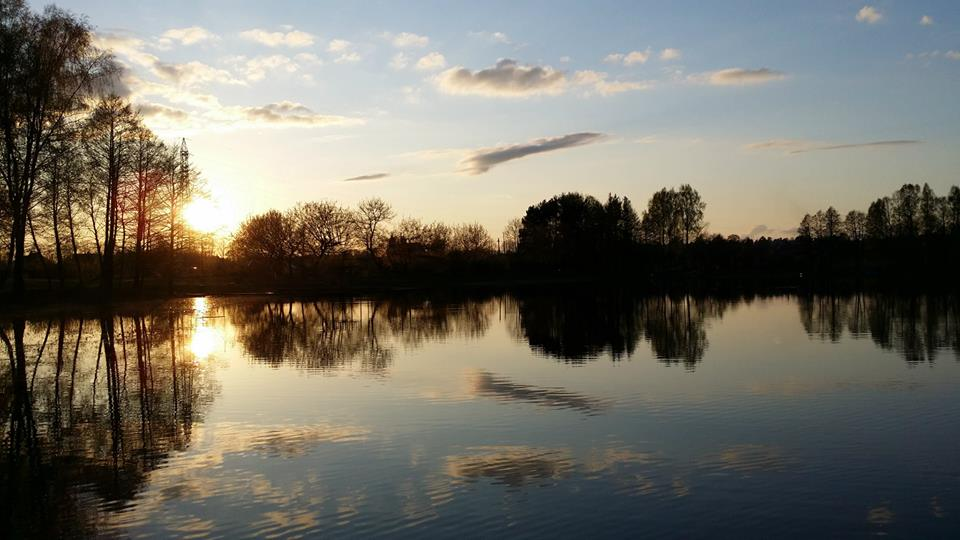
Озеро Брідвайшіс восени
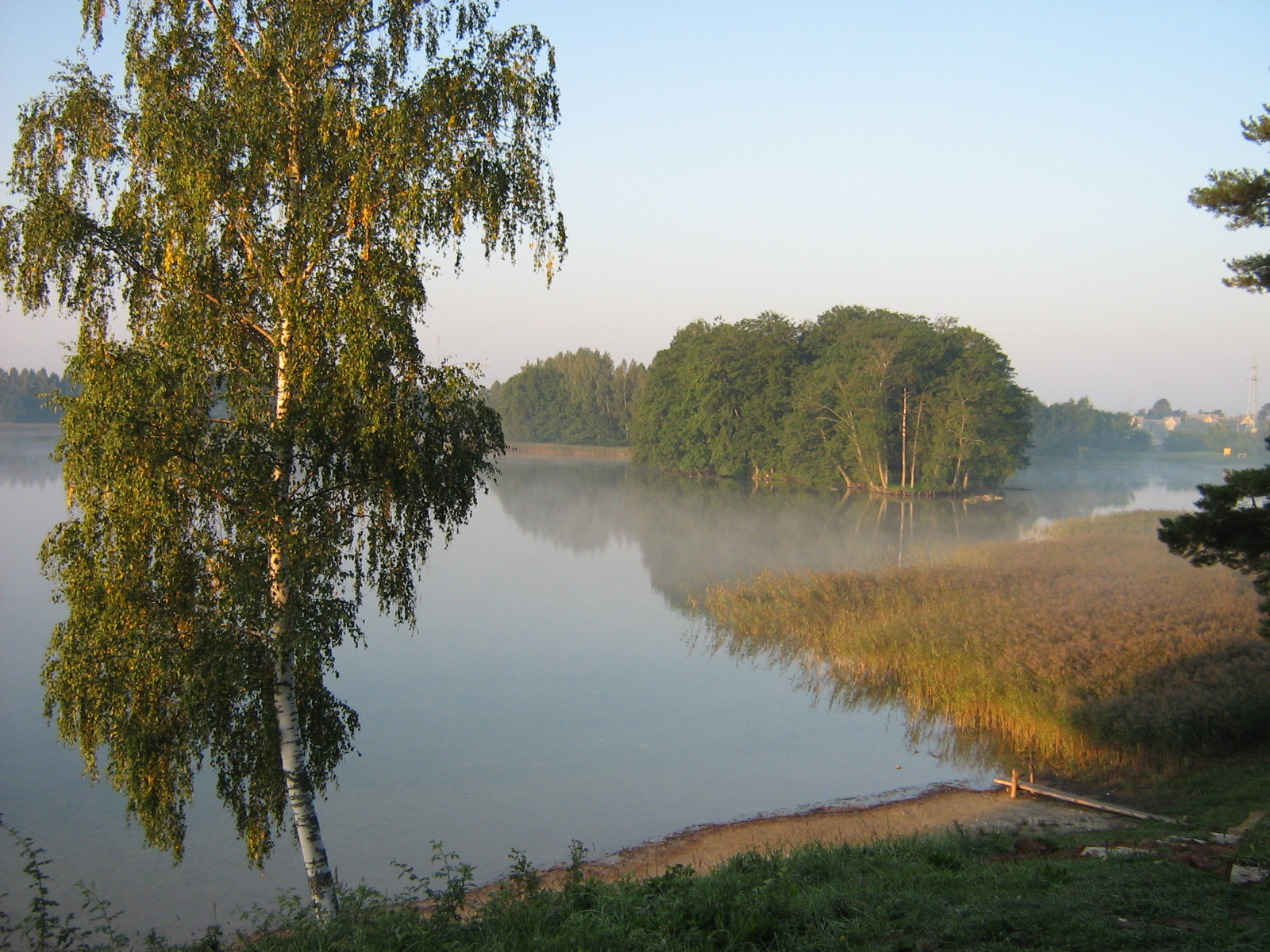
Озеро Брідвайшіс
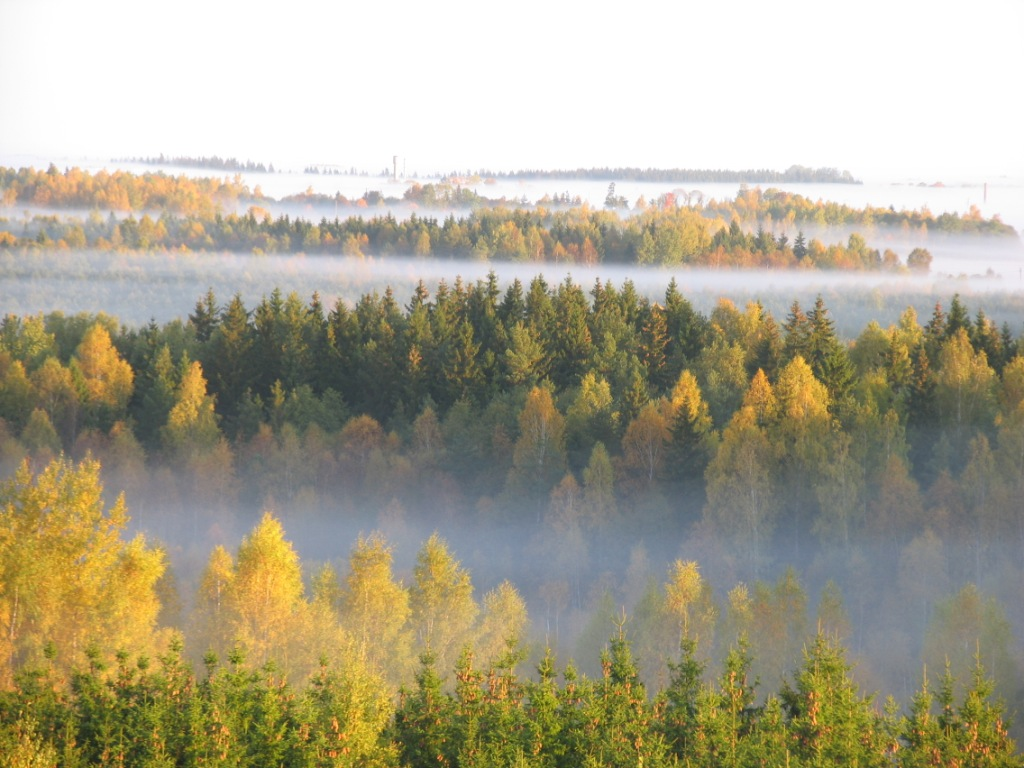
Регіональний парк Титувенай з вежи
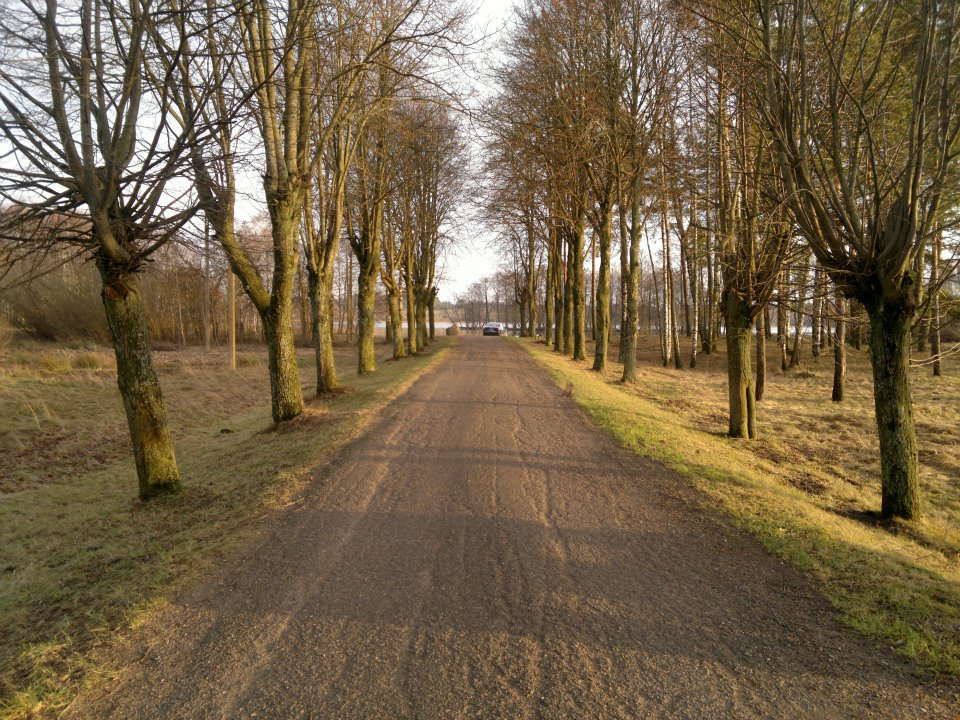
Шлях к озеру Брідвайшіс восени
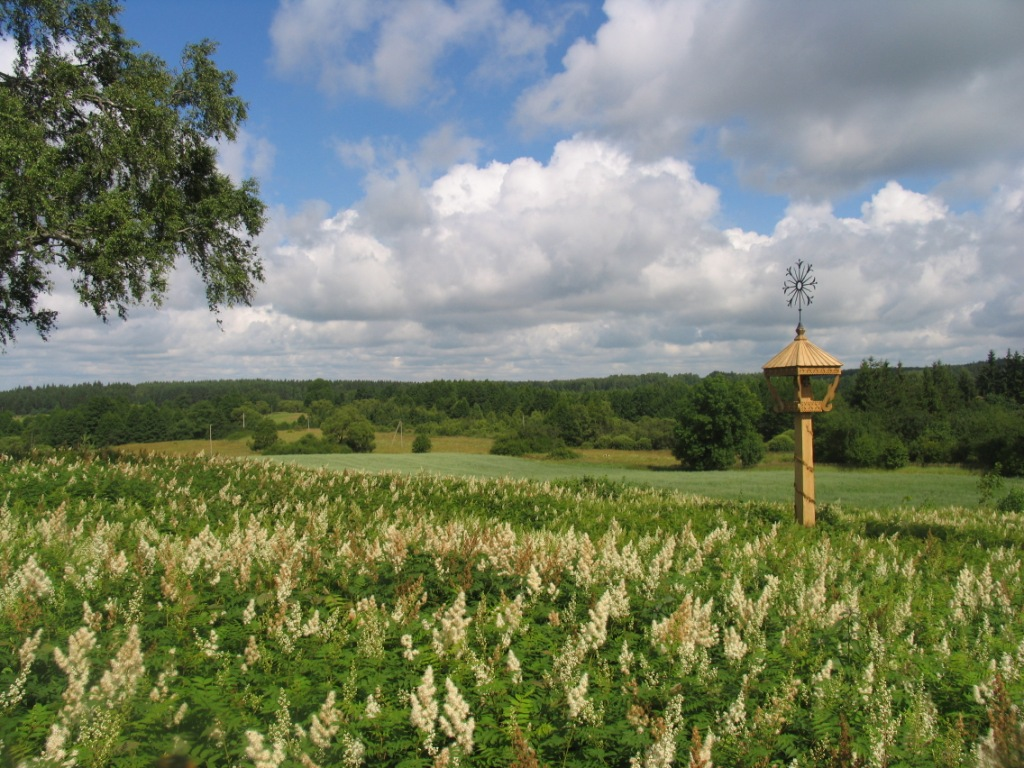
Краєвид у регіональному парку Титувенай

## Культурна спадщина
Найвідомішим культурним об'єктом в Тувенаї є церква і монастирський архітектурний ансамбль 17 століття. Просторий двір, оточений закритою литовською галереєю, з каплицею зі сходами в центрі, за якими піднімаються ті, хто приходить молитися. У монастирі в клітинах справжніх монахів зроблено багато фрескових картин. Розкішна каплиця Шилува побудована за проектом відомого архітектора Антанаса Вівулішкіса. Тут також є приваблива стара ринкова площа з кількома старими дерев'яними будинками, що оточують його. Існує безліч язичницьких пам'яток, таких як Брідвайши, Шяулеляй, Пашакарнеліс і Кудініс, Куршис, Дебейкіс, кургани Рінкшеліс (могильні кургани), а також колишня святиня язичників — гора Св. Юргіса.

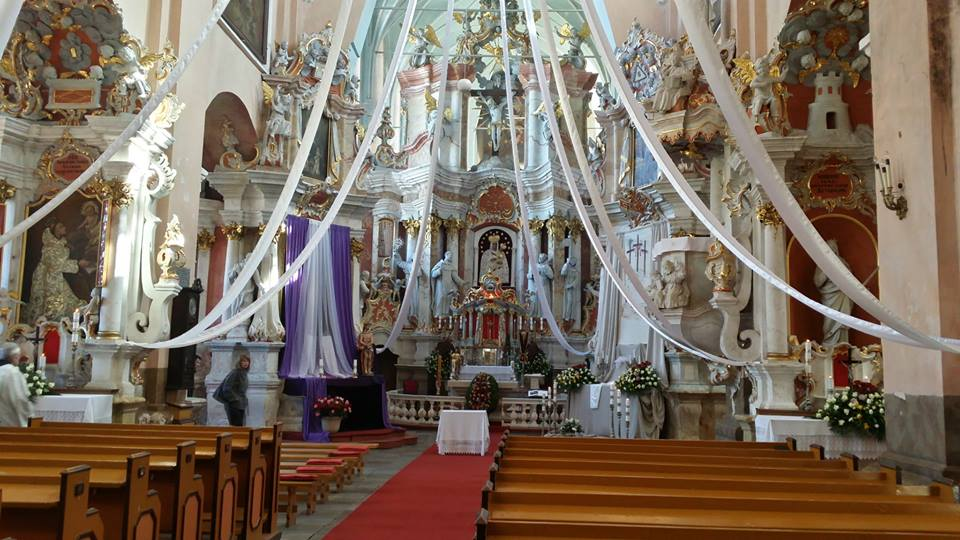
Внутрішня частина церкви Титувенай